# Isoetes tennesseensis
Isoetes tennesseensis là một loài dương xỉ trong họ Isoetaceae. Loài này được Luebke & Budke mô tả khoa học đầu tiên năm 2003.
Danh pháp khoa học của loài này chưa được làm sáng tỏ. 